# Jana Knedlíková
Jana Knedlíková (* 22. Juni 1989 in Prag) ist eine tschechische Handballspielerin.

## Karriere
Jana Knedlíková begann das Handballspielen in ihrem Geburtsort beim HC Háje. Im Jahre 2004 wechselte die Außenspielerin zum Verein DHC Slavia Prag. Mit Slavia Prag gewann sie 2010 die tschechische Meisterschaft sowie 2013 den tschechischen Pokal. Im Sommer 2014 unterschrieb sie einen Vertrag beim ungarischen Verein Mosonmagyaróvári KC. Im Januar 2015 wurde Knedlíková an Győri ETO KC ausgeliehen, für den sie später fest unter Vertrag stand. Mit Győr gewann sie 2016, 2017, 2018 und 2019 die ungarische Meisterschaft, 2015, 2016, 2018 und 2019 den ungarischen Pokal sowie 2017, 2018 und 2019 die EHF Champions League. Ab der Saison 2020/21 stand sie beim norwegischen Verein Vipers Kristiansand unter Vertrag. Mit den Vipers gewann sie 2021, 2022, 2023 und 2024 die norwegische Meisterschaft sowie 2021, 2022 und 2023 die EHF Champions League. Nachdem Knedlíková nach dem Insolvenzantrag der Vipers im Januar 2025 vereinslos war, schloss sie im Folgemonat erneut dem DHC Slavia Prag an. Nach der Saison 2024/25 wird sie ihre Karriere beenden.
Knedlíková gehörte dem Kader der tschechischen Handballnationalmannschaft an, für die sie 124 Länderspiele bestritt. Sie nahm an der Europameisterschaft 2012, an der Weltmeisterschaft 2013, an der Europameisterschaft 2016 sowie an der Europameisterschaft 2018 teil.